# Tyrkisk leopard
Tyrkisk leopard (latin: Panthera pardus tulliana) er en underart af leoparden, som lever i den sydvestlige del af Tyrkiet. 
Det er usikkert om tyrkisk leopard er en egentlig underart eller om leoparderne i det sydvestlige Tyrkiet i stedet tilhører underarten persisk leopard (Panthera pardus saxicolor).